# Consejo de condado (Noruega)
Un consejo del condado (en noruego: Fylkesting) es el máximo órgano de gobierno de los municipios del condado de Noruega. Dicho consejo establece el alcance de la actividad municipal del condado. Está dirigido por un presidente o alcalde del condado (fylkesordfører). Sus miembros son elegidos por un período de cuatro años a través de las elecciones locales generales. Es común que dichos miembros también tengan escaños en los consejos municipales, pero es muy raro que también tengan cargos legislativos (Storting) u otras oficinas gubernamentales, sin un permiso de ausencia. 

## Historia
Tiene sus raíces en el Amtsformandskabet creado en 1837. A partir de 1964, los miembros de los consejos de condado fueron nombrados por los consejos municipales. En 1975, se celebraron las primeras elecciones generales para los consejos de condado.